# Paul Foerster
Paul Jeffrey Foerster (Rangely, 19 november 1963) is een Amerikaans zeiler. 
Foerster werd in 1991 en 1992 de wereldtitel.
Foerster nam viermaal deel aan de Olympische Zomerspelen won in 1992 de zilveren medaille in de Flying Dutchmen.
In 2000 won Foerster olympisch zilver in de 470.
Foerster behaalde samen met Kevin Burnham zijn grootste succes door het winnen van olympisch goud in de 470 in Athene.

## Palmares

### Wereldkampioenschappen
| Jaar | Plaats   | Resultaten      |
| ---- | -------- | --------------- |
| 1991 | Tauranga | Flying Dutchmen |
| 1992 | Cádiz    | Flying Dutchmen |

### Olympische Zomerspelen
| Jaar | Plaats    | Resultaten          |
| ---- | --------- | ------------------- |
| 1988 | Seoel     | 11e Flying Dutchman |
| 1992 | Barcelona | Flying Dutchman     |
| 2000 | Sydney    | 470 klasse          |
| 2004 | Athene    | 470 klasse          |

1976: Harro Bode / Frank Hübner ·
1980: Marcos Soares / Eduardo Penido ·
1984: Luis Doreste / Roberto Molina ·
1988: Thierry Peponnet / Luc Pillot ·
1992: Jordi Calafat / Kiko Sánchez ·
1996: Yevhen Braslavets / Ihor Matviyenko ·
2000: Tom King / Mark Turnbull ·
2004: Kevin Burnham / Paul Foerster ·
2008: Malcolm Page / Nathan Wilmot ·
2012: Mathew Belcher / Malcolm Page ·
2016: Šime Fantela / Igor Marenić ·
2020: Mathew Belcher / William Ryan